# Fadia Faqir
Fadia Faqir (în arabă فادية الفقير; n. 21 august 1956, Amman, Iordania) este o scriitoare și academiciană de origine iordaniană. Aceasta și-a petrecut o mare parte din viață în Marea Britanie, fapt ce a determinat scrierea și publicarea lucrărilolor sale în engleză, mai apoi fiind traduse în diverse alte limbi, printre care și arabă, limba sa maternă. Fadia Faqir a fost o susținătoare a drepturilor omului și mai ales o luptătoare în ceea ce privește apărarea drepturile femeilor care trăiesc în Orientul Mijlociu. Acest lucru se reflectă în romanele sale, lucrări cu un puternic caracter autobiografic, ilustrând elemente ce aparțin de Orient, care au avut un impact semnificativ asupra vieții ei și mai apoi asupra stilului personal de a scrie, dar și elemente occidentale cu care s-a confruntat odată cu stabilirea sa în Marea Britanie.

## Biografie
Fadia Faqir s-a născut în anul 1956 în Amman, capitala Regatului Hașemit al Iordaniei. Primii ani din viață dedicați educației i-a petrecut in Jabal Al-Taj, ca mai apoi, după vârsta de cincisprezece ani, aceasta și-a continuat studiile la școala Queen Zain al-Sharaf din Jabal Amman. Începând cu anul 1979, Fadia Faqir a urmat studiile universitare pe filieră filologică în cadrul Universitații Iordania, fiind interesată de limba și literatura engleză. Tot în această perioadă a lucrat ca reporter la ziarul intitulat The Jerusalem Star, redactat în limba engleză.
Viața sa a căpătat tonuri diferite odata cu plecarea în Marea Britanie din anul 1984. A studiat scrierea creativă (Creative Writing) în cadrul Universității Lancaster, ca mai apoi, în anul 1985, să îi fie acordat masterul în acest domeniu. Cu toate acestea, dorința ei de a se dezvolta pe plan științific nu s-a oprit aici deoarece, în anul 1985, a decis să se întoarcă în Iordania pentru a studia araba clasică, impulsionată de intenția redactării propriilor opere în limba sa maternă. În această perioadă a lucrat în cadrul Academiei Regale de Cercetare a Civilizațiilor Islamice, dar și la Ministerul Învățământului Superior.
În anul 1986, Fadia Faqir a revenit în Marea Britanie cu scopul de a urma studiile doctorale în cadrul Universității East Anglia, ca mai apoi, în anul 1990, să primească titlul de doctor în Scrierea Critică și Creativă (Critical and Creative Writing), fiind, la vremea aceea, primul titlu acordat în acest domeniu.
În perioada imediat următoare a predat limba arabă în cadrul Universităților Exeter și Oxford, la Liceul St. Antony, la Centrul Orientului Mijlociu (Middle East Center). Începând cu anul 1994 și până în anul 2004, Fadia Faqir a fost lector de limba și literatura arabă modernă, dar a predat și studii de gen la Institutul de Studii Orientale și Islamice (Institute for Middle Eastern and Islamic Studies), din cadrul Universității Durham. După anul 2004, aceasta a decis să renunțe la slujbă pentru a-și dedica în totalitate timpul creației și vieții de scriitoare.

## Opera
Opera Fadiei Faqir este inspirată din realitățile prezente în Orientul Mijlociu, încercând, prin intermediul scrierilor sale, să distrugă stereotipurile legate de femeia de origine arabă și în același timp să tragă un semnal de alarmă referitor la statutul acesteia în familie și societate, privarea de anumite drepturi ce țin de implicarea ca cetățean în ceea ce privește desfășurarea activităților din cadrul comuniății în care trăiește, aducând în discuție familia patriarhală ca un prim factor ce pune femeia în inferioritate, împiedicând-o, astfel, să se bucure de independența care i se cuvine. Lucrările sale reprezintă un mijloc de a aduce la cunoștință abuzurile la care femeia din Orient este supusă, pe lângă problematica ierarhizării discriminatorie a societății ce o plasează pe o treaptă inegală în comparație cu ceilalți membri ai societății, o manieră feministă de conștientizare a acestei excluderi și subjugări nejuste. 
Scriu ca să depun mărturie și să fac dreptate. Scriu ca să exorcizez temerile oamenilor. Scriu în încercarea zadarnică de a-mi insufla mie însămi curaj. Drumul a fost și mai este încă lung, cu multe opreliști, dar fără opriri, însă, totodată, plin de recompense și de surprize plăcute. (Fadia Faqir)
În aceeași măsură, așa cum menționează în interviurile pe care Fadia Faqir le-a dat, propria famile și trăirile din cadrul acesteia au reprezentat un alt imbold în vederea abordării unor tematici controversate. Acest lucru este evidențiat cu precădere in romanul intitulat Mă numesc Salma (My name is Salma) care are un caracter preponderent autobiografic, ce are la bază trei elemente componente majore care i-au influențat viața.  Primul dintre ele vizează strictețea si rigurozitatea tatălui său care, mânat de ideologia sa conservatoare în legătură cu religia musulmană, a obligat-o pe scriitoare să poarte pe cap vălul specific femeilor ce trăiesc în Orientul Mijlociu. La polul opus se află mama sciitoarei care, fiind în afara sferei familiei patriarhale, își susținea copiii cu scopul de a se realiza pe toate planurile, așa cum își doreau. Un alt eveniment traumatizant este reprezentat de pierderea custodiei copilulul ca urmare a divorțului prin care a trecut, aceea fiind o căsătorie impusă de către tatăl său. Mai apoi, Fadia Faqir hotărăște să plece în Marea Britanie unde se căsătorește cu un bărbat originar de acolo, un astfel de parcurs având și personajul principal al romanului Mă numesc Salma. Așadar, pentru aceasta, scrisul a reprezentat o modalitate de a se detașa de realitatea în care trăia și a-și concetra gândurile într-o direcție diferită.

Nisanit
Fadia Faqir este autoarea a patru romane. Primul roman, Nisanit, a fost publicat in anul 1988 la editura Penguin și are drept nucleu al acțiunii intifada sau revoluția palestiniană. În această lucrare este creionat conflictul arabo-israelian văzut prin prisma celor trei personaje principale: Shadeed, luptător de gherilă palestinian, David, israelian care se ocupa de interogarea acestuia și Iman, tânăra îndrăgostită de Shadeed. Aceștia sunt prizonieri în propria lume, victime ale istoriei, geografiei și politicii, așa cum însăși autoarea menționează într-un interviu.

Pillars of Salt
Cel de-al doilea roman, Stâlpi de Sare (Pillars of Salt), a fost publicat în anul 1996 la editura Quartet Books și reprezintă, conform autoarei, o armă împotriva marginalizării femeii de origine arabă și a acaparării puterii de drept pe care o deține, toate acestea fiind prezentate printr-o viziune feministă a orientalismului. Cele doua protagoniste ale cărții, Maha și Um Saad, împart un salon de spital pentru pacienți cu boli mintale din Iordania. Deși inițial relația celor două este destul de tensionată, pe parcurs, acestea învață să trăiască împreună, clădind, cu timpul, o relație de prietenie. Își destăinuie una alteia poveștile de viață, creionând, astfel, cititorului lumea în care trăiau. Cele două au un trecut amar, Maha era una dintre victimele violenței conducerii britanice care deținea puterea țării la acea vreme, omorându-i persoana iubită, fiind, în același timp, dezamăgită de modul de viață injust și ipocrit al celor din tribul ei. Potrivit unui crtitic, Maha prezintă înverșunarea unui animal sălbatic care refuză să se supună legilor misogine ale tribului din care face parte, încercând să caute în adâncul sufletului său puterea de care are nevoie pentru a rezista tuturor abuzurilor la care este supusă. Um Saad este și ea o victimă, însă a umilinței resimțite în urma deciziei soțului său de a aduce acasă o femeie mai tânără, eveniment care o împinge la un act necugetat. De-a lungul firului narativ, cele două protagoniste sunt în căutarea dreptății de care au fost private, principalii vinovați fiind personaje de sex opus din societatea patriarhală în care acestea trăiesc.
Potrivit, de asemenea, unui critic, romanul poate fi considerat un punct de răscruce în ceea ce privește confruntarea dintre Occident și Orient, autoarea alegând să dezvăluie și să confirme celor din Occident lucrurile deja știute despre lumea arabă. În plus, tot acesta susține redactarea romanului în limba engleză, inclusiv a expresiilor tipic arabe traduse literal, ca fiind o strategie ascunsă de a critica cele două culturi aflate în opoziție, reprezentând totodată un obstacol în calea înțelegerii depline a mesajului de către cei necunoscători ai limbii și tradițiilor arabe, dar și o modalitate de a scoate la iveală sexismul limbii arabe, așa cum însăși autoarea confirmă misoginismul ezoteric al structurii acesteia, în care masculinul pune stăpânire și subjugă femininul.

My Name is Salma
Cel de-al treilea roman, Mă numesc Salma (My Name is Salma), a fost publicat în anul 2007 la editura Doubleday și reprezintă, de asemenea, o punte de legătură între cele două lumi aflate frecvent în opoziție, Orientul și Occidentul. Inițial redactat sub denumirea The Cry of the Dove (Strigătul Porumbelului), romanul o are drept protagonistă pe Salma, o tânără beduină cu care soarta nu a fost tocmai prielnică. Aceasta a avut neșansa de a rămâne însărcinată înainte de căsătorie, lucru ce nu se afla în concordanță cu rigorismul ideologic al membrilor tribului din care făcea parte. Salma este tinută într-o închisoare pentru femei, copilul îi este luat la naștere, iar singura modalitate de a scăpa de rușinea și păcatul care s-a abătut asupra tribului este printr-o crimă de onoare. Astfel, unica șansă a protagonistei de a rămâne în viață este evadarea din lumea patriarhală în care trăia și îmbrățișarea unei noi identități într-o societate cu totul diferită. Însă viața de imigrant în Marea Britanie nu este deloc ușoară, iar amintirile din trecut o copleșesc, simțindu-le necontenit prezența, purtând cu sine imaginea unui păcat suprem creionat într-o manieră atât de sumbră cu precădere de către membrii tribului său. Chiar și atunci când viața sa capătă contur în Marea Britanie, Salma nu își găsește liniștea interioară, iar dorința de a se întoarce la origini pentru a-și căuta copilul dăinuie.
Acest impuls matern cu care protagonista se confruntă aduce cu sine un final tragic în care păstrarea intactă a onoarei familiei reprezintă un punct central în vederea respectării doctrinei după care se ghidează membrii tribului beduin. Într-unul dintre interviuri, autoarea însăși aduce în discuție propria dorință de a încheia acest roman într-o manieră pozitivă, însă, din nefericire, crimele de onoare continuă să existe în Orient și nu numai, fiind astfel de datoria sa să prezinte adevărata față a acestei lumi. Prin urmare, romanul Mă numesc Salma este o modalitate prin care Fadia Faqir dă glas trăirilor și ideilor sale, încercând să contureze imaginea imigrantului de origine arabă, poziție pe care chiar ea a ocupat-o în Marea Britanie, așa cum menționează în același interviu.

Willow Trees Don’t Weep
Cel de-al patrulea roman, Willow Trees Don’t Weep (Sălciile nu plâng) a fost publicat în anul 2014 la editura Heron Books și o are drept protagonistă pe Najwa, un alt pion al societății patriarhale, puternic îndoctrinată, dominată de religia islamică și sistemul ideologic pe care aceasta îl promovează. Najwa trăiește într-o lume în care partea masculină este la putere, având drept scop influențarea comportamentului femeilor. Tatăl său decide să plece din sânul familie, fiind atras de curentul jihadist, lăsându-și soția și copilul acasă. Astfel, luând în calcul absența celui care ar trebui să se impună în fața sa, Najwa nu este văzută în tonuri prea calde de către societate, iar din aceste considerente, viata ei este departe de a fi una ușoară. Lipsa tatălui își pune amprenta asupra manierei de dezvoltare personală a protagonistei și a felului în care aceasta este percepută de cei din jur. Sub impulsul acestei situații, Najwa pleacă în căutarea tatălui pe teritoriul altor țări, încercând, totodată, să își formeze și modeleze identitatea, constrânsă de noul mediu în care trăiește.
Fadia Faqir nu s-a concentrat doar pe scrierea celor patru romane, activitatea sa literară fiind foarte bogată. Aceasta a publicat, de asemenea, o serie de povestiri, dintre care cea mai apreciată este Al-Qaeda’s Kitchen, distinsă cu premiul pentru literatură beletristică în anul 2009. Este și autoarea unor articole, piese de teatru, participând și la editarea volumului In the House of Silence: autobiographical essays by Arab women writers, publicat în anul 1998.

## Premii
- Traducerea în limba daneză a romanului My Name is Salma (Mă numesc Salma) a fost la un pas de câștigarea premiului literar ALOA, oferit anual de către Centrul de Literatura din Africa, Asia, America Latină și Oceania, care își are sediul în Danemarca, 2010
- "Al-Qaeda’s Kitchen" (Bucătăria organizației Al-Qaeda), povestire publicată în Ziarul Weber Studies, care a câștigat premiul pentru literatură beletristică Dr. Neila C. Seshachari Fiction Award Arhivat în 17 august 2016, la Wayback Machine., 2009
- Traducerea în limba daneză a romanului Pillars of Salt (Stâlpi de Sare) a fost la un pas de câștigarea premiului literar ALOA, oferit anual de către Centrul de Literatura din Africa, Asia, America Latină și Oceania, care își are sediul în Danemarca, 2001
- The Arab Women Writers Series (Seria Scriitoarelor Arabe), ce o are pe Fadia Faqir ca editor principal, i-a fost acordat de către organizația Women in Publishing Arhivat în 7 octombrie 2010, la Wayback Machine. premiul New Venture Award, 1995